# (64070) NEAT
(64070) NEAT es un asteroide perteneciente al cinturón de asteroides, descubierto el 24 de septiembre de 2001 por Charles W. Juels y el también astrónomo Paulo R. Holvorcem desde el Observatorio Astronómico de Fountain Hills, Fountain Hills (Arizona), Estados Unidos.

## Designación y nombre
Designado provisionalmente como 2001 SS27. Fue nombrado NEAT en honor al Near Earth Asteroid Tracking (NEAT),  programa de seguimiento de asteroides cercanos a la Tierra, una empresa conjunta entre la U.S. Air Force y el Jet Propulsion Laboratory, comenzó sus operaciones en diciembre de 1995. El programa utiliza actualmente telescopios de 1,2 m con cámaras CCD NEAT en dos observatorios, "Palomar Mountain" y el "Maui Space Surveillance Site".

## Características orbitales
NEAT está situado a una distancia media del Sol de 2,462 ua, pudiendo alejarse hasta 2,977 ua y acercarse hasta 1,947 ua. Su excentricidad es 0,209 y la inclinación orbital 12,51 grados. Emplea 1411 días en completar una órbita alrededor del Sol.

## Características físicas
La magnitud absoluta de NEAT es 14,4. Tiene 3,779 km de diámetro y su albedo se estima en 0,196.